# Carcinome
Ne doit pas être confondu avec Angiome.

Exemple de carcinome épidermoïde au niveau du nez.

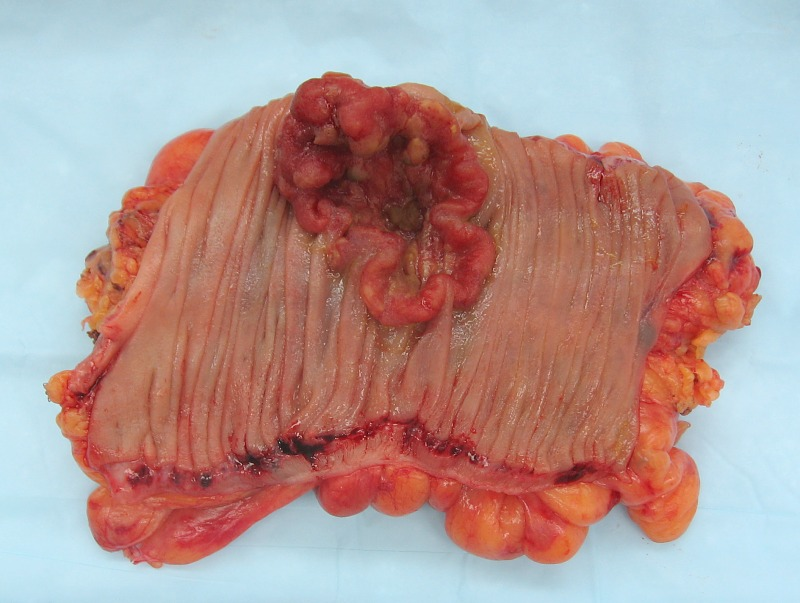
Exemple d'adénocarcinome au niveau du côlon sur une pièce d'exérèse (lésion centrale)

Un carcinome (du grec ancien : καρκίνωμα, karkinôma, tumeur cancereuse) ou épithélioma est un cancer développé à partir d'un tissu épithélial (peau, muqueuse). Selon le type d'épithélium on distingue :
- les carcinomes épidermoïdes ou carcinomes malpighiens, développés aux dépens d'un épithélium malpighien ;
- les adénocarcinomes, développés aux dépens d'un épithélium glandulaire ;
- les carcinomes anaplasiques, indifférenciés, embryonnaires, etc.

Les deux principaux types de cancers de la peau sont les carcinomes (96 % des cas) et les mélanomes (4 % des cas).

## Différents carcinomes
- Carcinome à cellules chromophobes
- Carcinome à cellules claires
- Carcinome à cellules claires du rein
- Carcinome à cellules de Merkel
- Carcinome adénoïde kystique
- Carcinome ascitique d'Ehrlich
- Carcinome basocellulaire
- Carcinome canalaire
- Carcinome canalaire in situ
- Carcinome du nasopharynx
- Carcinome du ramoneur
- Carcinome embryonnaire
- Carcinome épidermoïde
- Carcinome hépatocellulaire
- Carcinome in situ
- Carcinome lobulaire in situ
- Carcinome lobulaire invasif du sein
- Carcinome mammaire
- Carcinome neuroendocrine à cellules géantes du poumon
- Carcinome pulmonaire à cellules géantes
- Carcinome pulmonaire à grandes cellules
- Carcinome spinocellulaire
- Carcinome urothélial
- Carcinome urothélial papillaire non infiltrant de bas grade
- Carcinome urothélial papillaire non infiltrant de haut grade